# Carla Dejonghe
Carla Dejonghe (Etterbeek, 25 augustus 1966) is een Belgische politica voor Open Vld.

## Levensloop
Na het behalen van het diploma van geaggregeerde in Nederlands, biologie en aardrijkskunde voor het lager secundair onderwijs werd Dejonghe van 1989 tot 1999 hoofd ondertiteling bij een televisieproductiehuis en van 1999 tot 2004 lerares Nederlands aan het Koninklijk Atheneum van Ukkel.
Ze groeide op in een politieke familie. Haar overgrootvader Dominique Dejonghe stichtte de plaatselijke liberale afdeling van Sint-Pieters-Woluwe en was er vanaf 1904 dertig jaar lang gemeenteraadslid. Haar vader Maurice (officieel Dominique) Dejonghe was er van 1964 tot 2000 gemeenteraadslid, vijf jaar schepen en eveneens veertien jaar provincieraadslid van Brabant. In hun voetsporen trad ze toe tot de VLD/Open Vld. 
Voor deze partij werd Dejonghe in oktober 2000 verkozen tot gemeenteraadslid van Sint-Pieters-Woluwe en van 2001 tot 2003 was ze er eveneens OCMW-raadslid. Van februari 2005 tot december 2012 was ze er schepen voor Nederlandstalige Aangelegenheden, Middenstand en Animatie en daarna werd ze twaalf jaar lang gemeenteraadslid in de oppositie. Sinds december 2024 is Dejonghe opnieuw schepen in Sint-Pieters-Woluwe, bevoegd voor Nederlandstalige Aangelegenheden en Economie.
Bij de Brusselse gewestverkiezingen van juni 2004 werd ze voor het eerst verkozen in het Brussels Hoofdstedelijk Parlement, waar ze twintig jaar bleef zetelen. Ze legde zich toe op mobiliteit, huisvesting en veiligheid op het openbaar vervoer. In 2006 voerde zij samen met de Vrije Universiteit Brussel (VUB) een grootschalig onderzoek uit naar het onveiligheidsgevoel onder reizigers in het Brusselse openbaar vervoer. Naar aanleiding van de uitkomsten van dit onderzoek deed zij een aantal voorstellen om de veiligheid binnen het netwerk van de MIVB te verbeteren. Een deel van deze voorstellen werd intussen gerealiseerd of gepland. Vanaf 2007 ijverde Dejonghe voor een toeristische pendeldienst op het Brusselse kanaal. Deze werd in 2008 ingevoerd en is in de zomermaanden beschikbaar. In maart van dat jaar publiceerde zij Inbreiding van Brussel, een studie over de fiscale voordelen voor Brussel van het aantrekken van middenklassegezinnen. Daarnaast werd Dejonghe actief in het verdedigen van belangen van alleenstaanden. 
Tijdens haar parlementaire loopbaan was Dejonghe van 2004 tot 2009 fractievoorzitter in de Raad van de Vlaamse Gemeenschapscommissie. Na de gewestverkiezingen van juni 2009 werd ze voorzitter van deze raad, hetgeen ze bleef tot in december 2011. Vervolgens was ze van 2011 tot 2013 secretaris van het Brussels Hoofdstedelijk Parlement en van 2013 tot 2019 opnieuw voorzitter van de Raad van de Vlaamse Gemeenschapscommissie. Van 2019 tot 2024 was ze ten slotte voorzitter van de Open Vld-fractie van het Brussels Hoofdstedelijk Parlement. Bij de Brusselse gewestverkiezingen van juni 2024 werd Dejonghe als lijstduwer van Open Vld niet meer herkozen in het Brusselse parlement.